# Yukonides
Yukonides – rodzaj stawonogów z wymarłej gromady trylobitów, z rzędu Agnostida.
Żył w okresie wczesnego kambru.